# Nădrag
Nădrag (in ungherese Nadrág, in tedesco Nadrag o Steinacker) è un comune della Romania di 2852 abitanti, ubicato nel distretto di Timiș, nella regione storica del Banato. 
Il comune è formato dall'unione di 2 villaggi: Crivina e Nădrag.